# Directed Infrared Counter Measures
Directed Infrared Counter Measures (DIRCM, auch: Directional Infrared Counter Measures; deutsch etwa: geführte bzw. gerichtete Infrarot-Gegenmaßnahmen) ist die Bezeichnung für Schutzsysteme, die militärische und zivile Flugzeuge in die Lage versetzen sollen, mit IR-Suchköpfen ausgestattete anfliegende Lenkflugkörper abzuwehren. Besonders bei Starts und Landungen sind Luftfahrzeuge durch tragbare Ein-Mann-Boden-Luft-Raketen (z. B. Stinger) gefährdet. DIRCM wird zu den abstandsaktiven Schutzmaßnahmen gezählt.
Moderne Suchköpfe können in der Lage sein, DIRCM-Systeme zu unterdrücken oder sie sogar zur Zielverfolgung nutzen (Home-On-Jam).

## Verfahren
DIRCM verwendet eine aktive Methode zur Störung der Infrarot-Suchköpfe anfliegender Raketen. Dicht aufeinander folgende auf den Suchkopf gerichtete Impulse hoher Energie sollen das Raketenleitsystem stören oder sogar zerstören. Das System kann sowohl zum Schutz militärischer als auch ziviler großer Starrflügel-Transportflugzeuge (z. B. Air Force One) bis hin zum kleinen Hubschrauber eingesetzt werden.

## Aufbau
Das System besteht prinzipiell aus den Komponenten
- Flugkörperwarner,
- IR-Passiv-Tracker,
- Laser-Fein-Tracker und
- Zerstörlaser.

Der Zerstörlaser blendet den IR-Detektor des anfliegenden Flugkörpers mit Hochenergiepulsen oder zerstört diesen. Der Ablauf der Zielerfassung und -zerstörung erfolgt in sehr kurzer Zeit und in sicherer Entfernung vom zu schützenden Flugzeug.

## Systeme

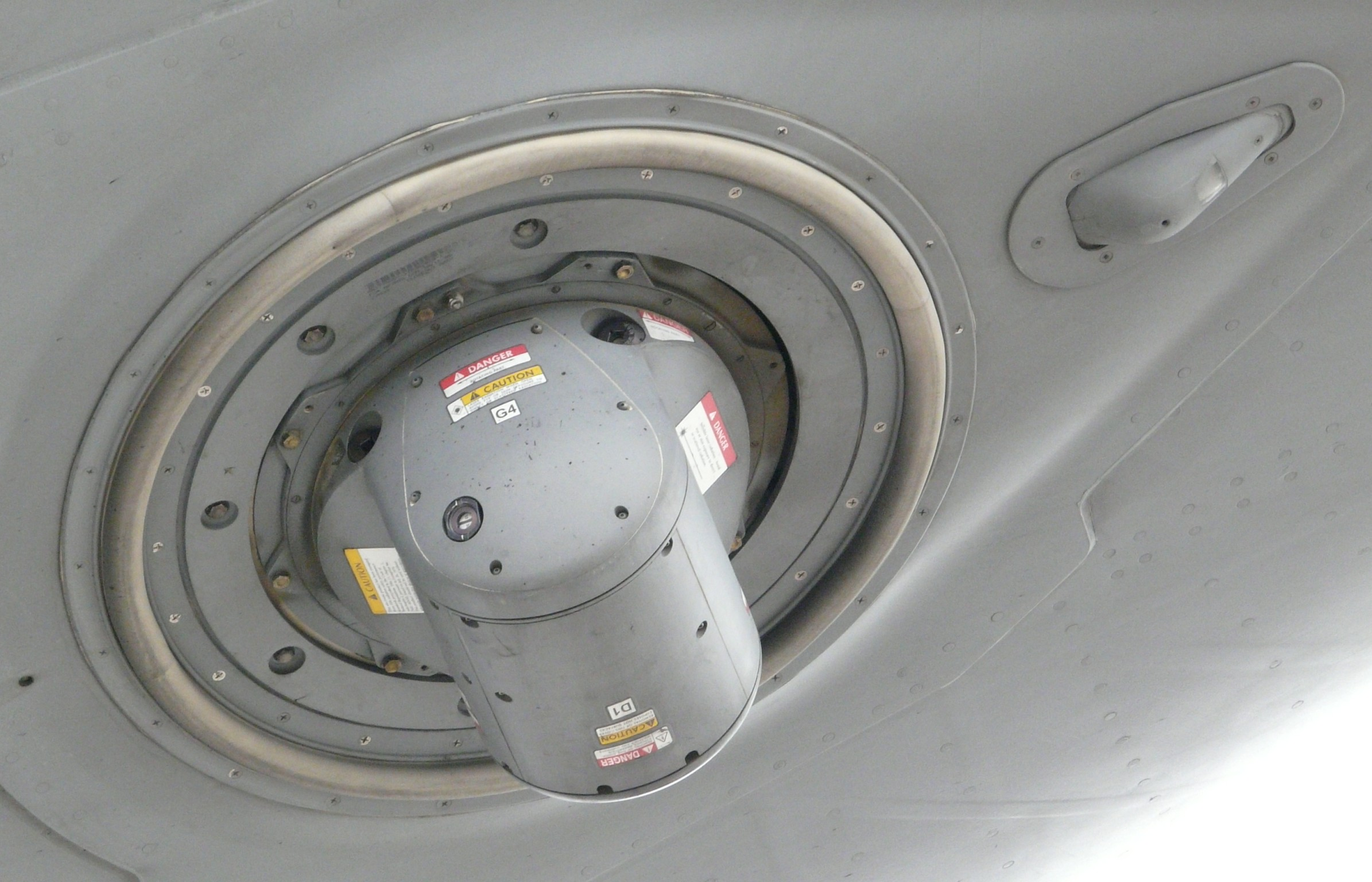
Northrop Grumman AN/AAQ-24 in einem Flugzeugrumpf eingebaut

- Das System AN/AAQ-24, auch als NEMESIS bezeichnet, wurde von Northrop Grumman entwickelt und ist bereits im Einsatz bei der USAF und den britischen Streitkräften.[2] Es ist geplant, sämtliche 59 AC-130 Gunships und MC-130 Combat Talon Flugzeuge des Air Force Special Operations Command (AFSOC) mit DIRCM-Systemen auszurüsten. Bei der Royal Air Force ist die Installation von 131 Systemen in Starr- und Drehflüglern geplant. AN/AAQ-24 stellt auch die Basis für das in der zivilen Luftfahrt seit 2007 eingesetzte Northrop Grumman Guardian dar.[3] Es ist z. B. in den deutschen Regierungsmaschinen Airbus A340-313 eingebaut.
- Das italienische DIRCM-System ELT/572 befindet sich in der Beschaffungsphase durch die italienische Luftwaffe. Hersteller ist die Firma Elettronica S.p.A. in Rom (Italien).[4]
- Das russische DIRCM-System L-370-5 „President-S“ wird u. a. seit 2011 in militärischen Transporthubschraubern des Typs Mil Mi-26 eingesetzt. Außerdem ist der Kamow Ka-52 damit ausgerüstet.
- Das spanische DIRCM-System InShield von Indra Sistemas wird an A400M-Transportflugzeugen und Hubschraubern der spanischen Streitkräfte eingesetzt.[5]
- Die Produktlinie des israelischen Herstellers Elbit mit den Versionen Mini-MUSIC, J-MUSIC und C-MUSIC.[6] J-MUSIC wird durch Diehl BGT Defence in Kooperation mit Airbus Defence and Space in deutsche A400M-Transporter integriert.[7]